# Le Voyageur de première
Le Voyageur de première est une nouvelle d’Anton Tchekhov, parue en 1886.

## Historique
Le Voyageur de première est initialement publiée dans la revue russe Temps nouveaux, numéro 3765, du 23 août 1886, signée An Tchekhov. Aussi traduit en français sous le titre Un passager de 1re classe

## Résumé
Le voyageur de première s’étend sur la banquette après un copieux déjeuner au buffet. Il commence une discussion sur la célébrité avec ses compagnons de voyage. Il raconte, qu’ayant voulu être célèbre dans sa jeunesse, il avait travaillé dur et était devenu ingénieur. Il avait construit des ponts, des réseaux d’eau potable, mais son nom, Krikounov, est resté inconnu. 
Il se rappelle qu’à l’inauguration de son premier pont, et alors qu’il était l’amant de l’actrice et chanteuse du théâtre de la ville, on ne l’avait point reconnu pour sa réalisation, mais uniquement sur le fait qu’il vivait avec l’actrice. Idem à Saint-Pétersbourg où il avait remporté un prestigieux concours : c’est de madame dont parlaient les journaux.
À Moscou, où il avait ensuite été appelé pour consultation par le maire, il avait tenté l’expérience dans un tramway bondé. Mais, non, personne ne le connaissait, bien que tous s’étaient retournés sur le passage d’un sportif anglais bien connu.
À ce moment-là passe dans le wagon un personnage à l’air maussade. Aussitôt un passager le reconnaît : c’est un filou de Toula, célèbre pour être passé en justice. Le vis-à-vis du voyageur se présente. Il s’appelle Pouckhov : « Ce nom vous dit-il quelque chose ? Non ? Pourtant, je suis membre de l’Académie des sciences. »

## Édition française
- Le Voyageur de première, traduit par Madeleine Durand et Édouard Parayre, révision de Lily Dennis, éditions Gallimard, Bibliothèque de la Pléiade, 1967  (ISBN 978 2 07 0105 49 6).